# Santo Stefano Roero
Santo Stefano Roero là một đô thị tại tỉnh Cuneo trong vùng Piedmont của Italia, vị trí cách khoảng 35 km về phía đông nam của Torino và khoảng 50 km về phía đông bắc của Cuneo. Tại thời điểm ngày 31 tháng 12 năm 2004, đô thị này có dân số 1.314 người và diện tích 13,4 km².
Santo Stefano Roero giáp các đô thị: Canale, Montà, Monteu Roero và Pralormo.